# Filozofická fakulta Univerzity Jana Evangelisty Purkyně
Filozofická fakulta Univerzity Jana Evangelisty Purkyně v Ústí nad Labem (zkr. FF UJEP) je jednou z osmi fakult Univerzity Jana Evangelisty Purkyně v Ústí nad Labem (UJEP).

## Historie

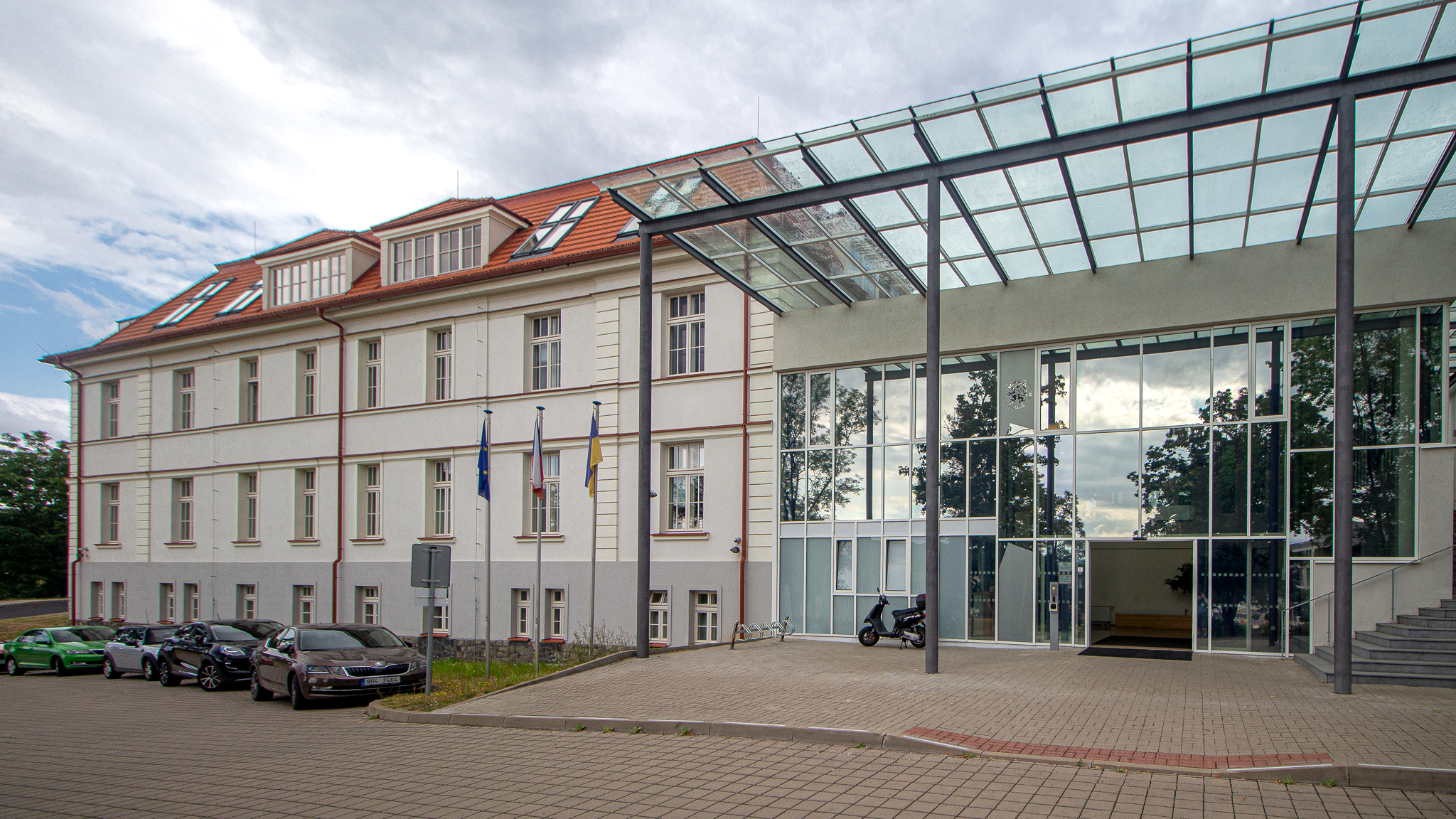
Vstupní část budovy fakulty

Fakulta vznikla 1. září 2006 z Ústavu humanitních studií, který byl založen v roce 2005 transformací části Pedagogické fakulty. FF je univerzitním pracovištěm orientovaným na výuku a vědecký výzkum v humanitních oborech. Ve své činnosti se zaměřuje na původní badatelskou činnost a zároveň se snaží vytvářet podmínky pro co nejširší přístup k vysokoškolskému vzdělání, a to prostřednictvím prezenčního a kombinovaného studia.
Posláním FF je především zajištění prezenčního vysokoškolského vzdělávání ve všech stupních studia (Bc., Mgr., Ph.D.). Současnými pracovišti FF jsou katedra archivnictví a pomocných věd historických, katedra historie (pod níž spadá Centrum dokumentace a digitalizace kulturního dědictví), katedra politologie, katedra filozofie a humanitních studií (pod níž spadá Centrum občanského vzdělávání UL), katedra germanistiky (pod níž spadá Metodické centrum CEPRONIV), Ústav slovansko-germánských studií a Jazykové centrum.

## Studium
Na fakultě lze studovat bakalářské, navazující magisterské i doktorské studijní programy.
Bakalářské studium
- Archivnictví a spisová služba
- Dokumentace památek
- Filozofie
- Historie
- Interkulturní germanistika
- Kulturní historie
- Německý jazyk a literatura
- Politologie
- Společenské vědy
- Základy humanitní vzdělanosti - estetika

Navazující magisterské studium
- Historie
- Interkulturní germanistika v česko-německém kontextu
- Kulturní historie
- Politologie
- Společenské vědy
- Učitelství historie pro SŠ
- Učitelství německého jazyka a literatury pro SŠ
- Učitelství společenských věd pro SŠ

Doktorské studium
- České dějiny
- Německá literatura
- Tschechische Geschichte (České dějiny)

## Katedry
Fakulta se skládá z pracovišť:
- Katedra archivnictví a pomocných věd historických (KAPV)
- Katedra germanistiky (KGER)
  - Centrum pro podporu výuky německého jazyka a interkulturního vzdělávání (CEPRONIV)
- Katedra historie (KHI)
  - Centrum dokumentace a digitalizace kulturního dědictví (CDDKD)
- Katedra filozofie a humanitních studií(KFHS)
- Katedra politologie (KPOL)
- Ústav slovansko-germánských studií (ÚSGS)
- Jazykové centrum (FJC)